# Sagasser
Die SAGASSER-Vertriebs GmbH ist ein Getränkefachgroßhandel mit Sitz in Coburg. Sagasser hat im Bereich nordöstliches Franken und Südthüringen rund 100 Regie- sowie 200 Partnermärkte. Zur Sagasser Firmengruppe gehören mehrere Tochterunternehmen.

## Geschichte
Sagasser wurde 1952 von Helmut und Hubert Sagasser in Coburg in der Adamistraße damals noch als JUSA Betriebe OHG gegründet. Anfangs vertrieb Sagasser neben Getränken noch Süßwaren und Sauerkonserven. Am 8. Mai 1970 wurde der erste Verbrauchermarkt in Coburg eröffnet. Anfang 2001 kam es zum Zusammenschluss der beiden Familienunternehmen Sagasser und Marco. Unter dem bisherigen Namen MARCO übernahm die Sagasser-Vertriebs GmbH die Absatzstellen Coburg, Lichtenfels, Burgkunstadt und Kulmbach. Zum 1. Januar 2005 beteiligte sich Sagasser an der Getränke Hilf – Fachgroßhandels GmbH in Burgebrach. 2009 wurden die Frankenland-Getränkefachmärkte von der Fa. Getränke Hilf in Scheinfeld erworben. Zwei Jahre später wurden weitere fünf Märkte von der Fa. Getränke Grüner im Raum Plauen bei Sagasser integriert, die unter dem Namen Vogtland-Getränkefachmärkte geführt werden. Zum 1. Januar 2012 beteiligte sich Sagasser mehrheitlich an der Getränke Hilf GmbH in Scheinfeld. Im Jahr 2022 erfolgte die Übernahme und Integration einiger Heimatland-Getränkemärkte in Südthüringen. Zum 1. April 2023 übernahm Sagasser die Getränke Kistner Fachgroß- und Einzelhandels GmbH aus Forchheim als Großhandelsstandort inklusive dreier Getränkemärkte. 2025 übernahm Sagasser die Firma Getränkehandel Koppe aus Umpferstedt in der Nähe von Weimar, um das Vertriebsgebiet im Raum Erfurt-Weimar-Jena-Gotha zu stärken und auszubauen.

## Unternehmen
Die Sagasser-Vertriebs GmbH ist ein familiengeführtes Handelsunternehmen für den Vertrieb von Getränken aller Art. Die Firmengruppe betreibt Getränkefachmärkte und Getränkefachgroßhandlungen mit Schwerpunkt in der Gastronomieversorgung und bietet als Ergänzung getränkenahe Dienstleistungen.
Nach eigenen Angaben betreibt Sagasser etwa 100 Getränkemärkte in Bayern und Thüringen.
Unternehmen der Sagasser Holding:
- Sagasser-Beteiligungs GmbH & Co.KG
  - Sagasser-Vertriebs GmbH
  - Sagasser Fachmarkt GmbH
  - Sagasser Getränkefachhandel GmbH Forchheim
  - Sagasser Getränkefachhandel GmbH Würzburg
  - Sagasser Fachmarkt Nord GmbH & Co.KG
  - Sagasser Fachmarkt Ost GmbH & Co.KG
  - Sagasser Fachmarkt Süd GmbH & Co.KG
  - Sagasser Fachmarkt West GmbH & Co.KG
  - Getränke Hilf Fachgroßhandel GmbH
  - JUSA GmbH & Co.KG

## Auszeichnungen
Sagasser wurde mehrfach zu Deutschlands Beste Getränkehändler Filialisierter Getränkefachmarkt ausgezeichnet.